# Cho Kuk
Cho Kuk (tiếng Hàn: 조국, sinh ngày 6 tháng 4 năm 1965) là một luật gia và chính trị gia người Hàn Quốc. Ông là Thư ký cấp cao của Tổng thống từ năm 2017 đến 2019 trong Nội các Moon Jae-in. Vào ngày 9 tháng 9 năm 2019, Tổng thống Moon Jae-in đã bổ nhiệm ông làm Bộ trưởng Bộ Tư pháp, thay thế Park Sang-ki đương nhiệm. Năm 2019, Cho Kuk vướng vào hàng loạt tranh cãi, trong đó có cáo buộc làm ăn bất chính và gian dối thành tích học tập của con gái. Vào ngày 14 tháng 10, Cho Kuk tuyên bố từ chức Bộ trưởng Bộ Tư pháp vì các cáo buộc tham nhũng.